# 효자 임명즙 정려
효자 임명즙 정려(孝子 林命楫 旌閭)는 세종특별시 세종동에 있는 정려이다. 2014년 9월 30일  세종특별자치시의 향토문화유산 제13호로 지정되었다.

## 개요
효자 임명즙 정려(孝子 林命楫 旌閭)는 조선시대 효자 임명즙(林命楫, 1744~1808)의 효행을 세상에 널리 알려 칭찬하고 기억하기 위해 나라에서 하사한 명정(銘旌)을 비석(碑石)으로 만든 후 내부에 세워놓은 정문(旌門)이다.
임명즙은 고려가 망하자 연기(현재 세종특별자치시)지역으로 내려와 불사이군(不事二君)의 충절을 지켰던 임난수(林蘭秀, 1342~1407)의 후손으로, 자(字)는 백섭(伯涉)으로 7남매 중 맏아들로 태어났다. 어려서부터 효심이 깊고 우애가 두터웠으며, 신분을 가리지 않고 주변사람들을 잘 살펴주었다고 한다. 할아버지가 병이 들자 4년 동안 직접 미음을 끓이고 약을 달이며 지극정성으로 간호하였으며, 10리나 떨어진 의원을 찾아가 눈물로 호소하고 모셔와 병을 치료하게 하였다. 그의 나이 40세에 아버지가 돌아가셨는데 강이 얼어 상여를 실은 배가 지날 수 없게 되자 하늘에 기도를 드렸더니 다음 날 강이 녹았고 어머니의 팔꿈치에 단독(丹毒)이 생겨 고심하였을 때도 하늘의 도움으로 병을 치료했다고 한다. 1803년(순조 3)에 어머니가 돌아가시자 식음을 잊고 슬퍼하다가 몸이 허약해져 1808년(순조 8)에 사망하였다.
임명즙의 효행에 대해 지역의 유림(儒林)들이 글을 올려 1871년(고종 8)에 명정을 받고 정문이 세워졌으며, 내부에는 '有明朝鮮國孝子 贈通政大夫左丞旨林命楫之閭(유명조선국효자 증통정대부좌승지임명증지려)'라 새겨져 있는 정려비(旌閭碑)와 후손 임동수가 정문을 수리 보수하면서 작성한 중수기(重修記)가 있었으나 현재는 해체되어 보관중이다.